# Le Fil (film)
Le fil è un film del 2009 diretto da Mehdi Ben Attia, con protagonista Claudia Cardinale.

## Trama
Malik è un architetto tunisino trentenne che in passato ha studiato all'estero, ma dopo la morte del ricco padre, torna nella bella casa sul mare dove vive la madre, in modo da stabilirsi e iniziare a lavorare come socio in uno studio tecnico gestito da una cara amica. Il giovane figlio rappresenta tutto per la madre, lei è una donna brillante, possessiva e affettuosa allo stesso tempo. 
Nella villa materna il ragazzo conosce il seducente Bilal, giovane tuttofare: tra i due l'attrazione esplode immediatamente, forte e contagiosa, tanto da spingere Malik a rivelare senza più paure di essere segretamente omosessuale, creando sconcerto non solo nei confronti della madre - solo apparentemente aperta - ma anche nei confronti di molte persone che fanno parte delle loro vite. Malik finalmente darà una scossa alla propria vita.